# Cincinnati Time Store
La Tienda de tiempo de Cincinnati fue una exitosa tienda minorista creada por el anarquista individualista Josiah Warren para probar sus teorías que estaban basadas en una interpretación estricta de la teoría del valor-trabajo. La tienda experimental funcionó desde el 18 de mayo de 1827 hasta mayo de 1830. Es considerada la primera en usar notas de trabajo, y el primer experimento sobre el costo como límite del precio o economía mutualista.
Warren adoptó la teoría del valor-trabajo, que dice que el valor de un producto es la suma del esfuerzo realizado en producirlo o adquirirlo. Desde ésta, concluyó que por consiguiente no era ético cargar un bien con un precio más alto que el del coste asumido por el vendedor en introducirlo en el mercado. En pocas palabras, se oponía a los beneficios. Warren resumió esta política en la frase "el coste es el límite del precio". Y, creyendo en la labor como el coste básico de las cosas, sostuvo que igual cantidad de trabajo naturalmente recibiría igual compensación material. Se planteó examinar si sus teorías podían ser puestas en práctica estableciendo su "tienda de trabajo por trabajo". Si su experimento probaba ser exitoso, el plan era establecer varias colonias en la que todos sus participantes aceptaran usar "el costo como límite del precio" en todas sus transacciones económicas, esperando que toda la sociedad eventualmente adoptara este precepto en todos sus asuntos económicos.
En la tienda, los consumidores podían comprar bienes con notas de trabajo que representaban un convenio para desempeñar un trabajo. Los artículos de la tienda se elevaron inicialmente un 7% para contar el trabajo requerido para introducirlos en el mercado con el precio incrementando según el tiempo que un consumidor gasta con el tendero, medido con un contador de tiempo; luego esta elevación fue reducida a 4%.
El maíz fue usado como regla, con 12 lb de maíz siendo intercambiables por una hora de trabajo. El resultado de este sistema fue que nadie se pudo lucrar del trabajo de otro; todo individuo recibía el producto completo de su labor. Se hicieron ajustes por la dificultad y los desacuerdos sobre la consideración del esfuerzo desempeñado, entonces ese tiempo no fue el único factor tomado en cuenta. Warren también puso pizarras en la pared donde las personas podían publicar que tipo de servicios estaban buscando o cuáles vendían para que otros pudieran responder y comerciar entre ellos usando notas de trabajo. 

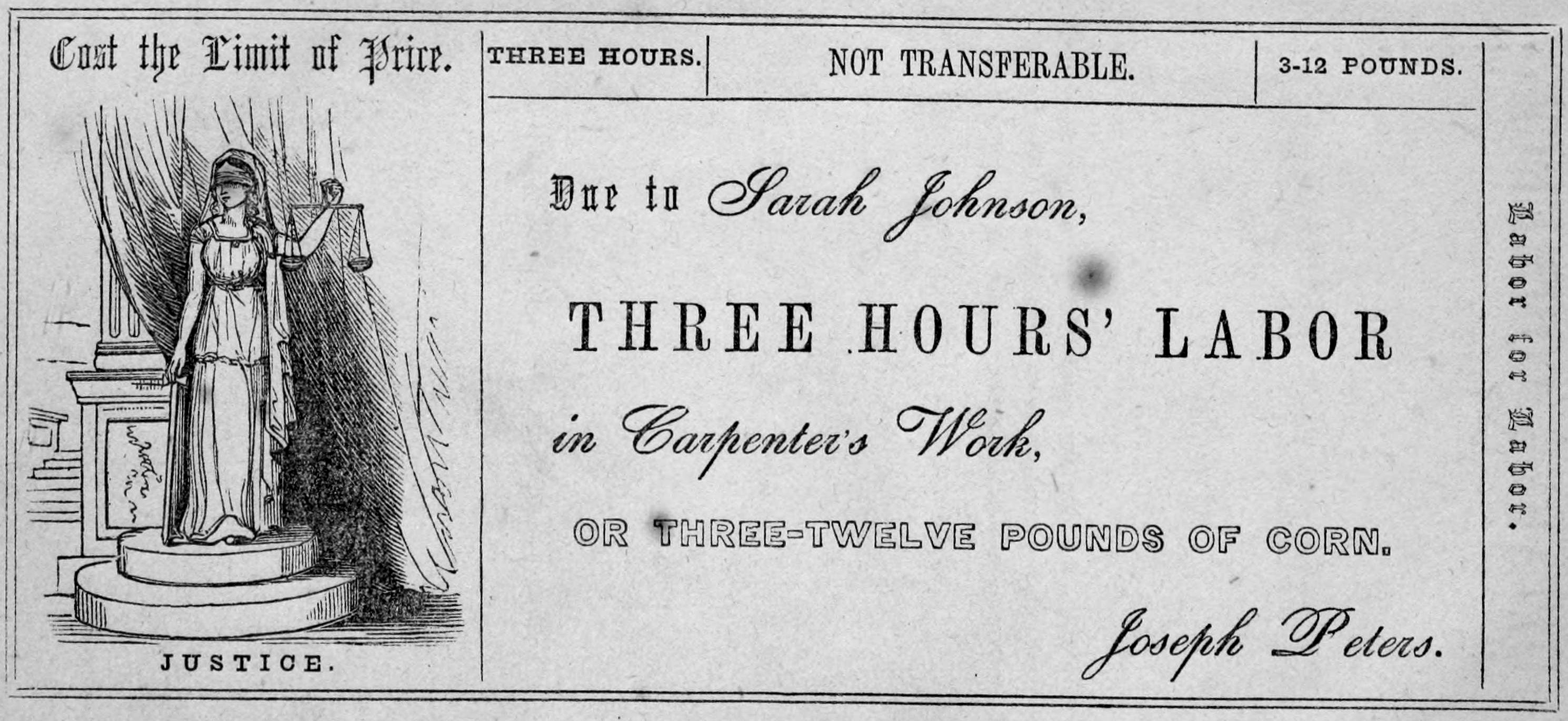
Nota de trabajo usada en Comercio Justo de Josiah Waren.

Después de un difícil período inicial, la tienda demostró ser muy exitosa. Los bienes de Warren fueron mucho más baratos que los de la competencia, aunque sostuvo que no estaba tratando de poner a las otras tiendas fuera del mercado. Otra tienda en el vecindario se adhirió a los métodos de Warren. El hecho de que el precio de los artículos aumentase de forma directamente proporcional al tiempo que los clientes empleaban con Warren dio como resultado transacciones muy eficientes. Warren dijo que estaba haciendo más negocios en una hora que un negocio normal en un día, lo que le llevó a cerrar la tienda durante parte del día para descansar. Aunque la tienda fue un éxito, el problema de intercambiar el mismo tiempo de labor por diferentes dificultades de trabajo fue una preocupación para Warren, que no halló solución mejor para la subjetividad que implicaba determinar ese valor que dejarlo como una cuestión de juicio individual. Warren cerró la tienda en mayo de 1830 para empezar a crear colonias basadas en el principio valor-trabajo (siendo la más exitosa Colonia Utopía), convencido por el éxito del experimento del "coste como límite del precio".